# Селкуца (Калопер, Долж)
Селкуца (рум. Sălcuța) — село у повіті Долж в Румунії. Входить до складу комуни Калопер.
Село розташоване на відстані 193 км на захід від Бухареста, 20 км на південний захід від Крайови.

## Населення
За даними перепису населення 2002 року у селі проживала 1071 особа.
Національний склад населення села:
| Національність | Кількість осіб | Відсоток |
| -------------- | -------------- | -------- |
| цигани         | 737            | 68,8%    |
| румуни         | 334            | 31,2%    |

Рідною мовою назвали:
| Мова      | Кількість осіб | Відсоток |
| --------- | -------------- | -------- |
| циганська | 737            | 68,8%    |
| румунська | 334            | 31,2%    |